# Waterloo (Indiana)
Waterloo est une municipalité située dans le comté de DeKalb, dans l’État de l'Indiana, aux États-Unis. Lors du recensement de 2020, elle comptait 2 116 habitants.